# Bermudy na Letnich Igrzyskach Paraolimpijskich 2008
Bermudy na Letnich Igrzyskach Paraolimpijskich w Pekinie reprezentowała 1 zawodniczka - dresażystka Sandy Mitchell. Był to czwarty występ Bermudów na Paraolimpiadzie.

## Kadra

### Jeździectwo
- Sandy Mitchell

Test mistrzowski (kl.Ia) - 10. miejsce
Test dowolny (kl.Ia) - 11. miejsce